# Nørre Frederikskog
Nørre Frederikskog (dansk), Norderfriedrichskoog (tysk) eller Nuurderfriedrichskuuch (nordfrisisk) er en landsby og kommune i det nordlige Tyskland under Kreis Nordfrisland i den delstaten Slesvig-Holsten. Byen er beliggende på halvøen Ejdersted i det sydvestlige Sydslesvig, cirka 18 km nord for Tønning og 20 km sydvest for Husum. Nabobyer er Tetenbøl og Ylvesbøl.
Kogen blev inddiget i 1696 og fik navnet efter kong Frederik 4.
Kommunen samarbejder på administrativt plan med andre kommuner i Ejdersted kommunefælleskab (Amt Eiderstedt). Nørre Frederikskog er overvejende præget af landbrug.